# Římskokatolická farnost Cheb
Římskokatolická farnost Cheb je sdružení římských katolíků se sídlem v Chebu. Farnost zahrnuje nejen kostely spadající pod samotné město Cheb, ale i další kostely a obce v okolí. Centrem farnosti je kostel svatého Mikuláše a svaté Alžběty, administrátorem P. Mgr. Libor Buček, výpomocným duchovním pro farnost Skalná P. Mgr. Jaroslav Šašek.
V Chebu se nachází Hospic sv. Jiří, který spolu s dalšími zakladateli založila také Farní charita Cheb.

## Území farnosti
- Dolní Žandov
- Cheb
- Lipová
- Milíkov
- z obce Nebanice pouze k. ú. Nebanice[4] a Vrbová[5]
- z obce Odrava pouze k. ú. Obilná[6] a Potočiště[7]
- Okrouhlá
- Pomezí nad Ohří
- Tuřany

## Kostely na území farnosti
| Kostel                                              | Místo           | Bohoslužba             | Bohoslužba             | Poznámka        |
| --------------------------------------------------- | --------------- | ---------------------- | ---------------------- | --------------- |
| Kostel svatého Mikuláše a svaté Alžběty             | Cheb            | neděle                 | 10.00                  | farní kostel    |
| Kostel svatého Michaela Archanděla                  | Dolní Žandov    | sobota                 | 18.00 (letní čas)      | filiální kostel |
| Kostel svatého Oldřicha                             | Dřenice         | neslouží se pravidelně | neslouží se pravidelně | filiální kostel |
| Kostel Nejsvětější Trojice                          | Hrozňatov       | neslouží se pravidelně | neslouží se pravidelně | filiální kostel |
| Kostel svatého Bartoloměje                          | Cheb            | neslouží se pravidelně | neslouží se pravidelně | filiální kostel |
| Kostel svatého Václava                              | Cheb            | neděle                 | 08.00                  | filiální kostel |
| Kostel Zvěstování Panny Marie                       | Cheb            | neslouží se pravidelně | neslouží se pravidelně | filiální kostel |
| Kostel svatého Šimona a Judy                        | Milíkov         | neslouží se pravidelně | neslouží se pravidelně | filiální kostel |
| Kostel svatého Osvalda                              | Nebanice        | neslouží se pravidelně | neslouží se pravidelně | filiální kostel |
| Kostel svaté Anny                                   | Palič           | neslouží se pravidelně | neslouží se pravidelně | filiální kostel |
| Kostel svatého Jakuba Staršího                      | Pomezí nad Ohří | neslouží se pravidelně | neslouží se pravidelně | filiální kostel |
| Kostel svatého Ducha u Poutního areálu Maria Loreto | Starý Hrozňatov | neslouží se pravidelně | neslouží se pravidelně | filiální kostel |
| Kostel Nalezení svatého Kříže                       | Úbočí           | neslouží se pravidelně | neslouží se pravidelně | filiální kostel |